# Henri-Édouard Dutoit
Pour les articles homonymes, voir Dutoit.
Henri-Édouard Dutoit est né le 4 juillet 1873 à Armentières et est mort à Lille le 17 avril 1953. Ses obsèques sont célébrées à Arras le 22 avril 1953 et il est inhumé dans la crypte des évêques de la cathédrale. Il fut évêque d'Arras, Boulogne et Saint-Omer de 1930 à 1945.  

## Biographie

### Origine familiale
Il est le fils d’Henri Dutoit, directeur de blanchisserie, et de Jenny Coustenoble, mère au foyer. Il est l’aîné d'une fratrie de sept enfants.

### Formation
Il est élève de l’institution Saint-Jude d’Armentières, et y obtient son baccalauréat en 1890 ; trois ans plus tard, il est licencié ès lettres au séminaire académique de Lille.
Il est affecté à l'institution Saint-Jude comme séminariste-professeur en attendant d’effectuer son service militaire. Appelé  en novembre 1894 au 43e régiment d'infanterie de Lille, il est libéré en octobre 1895, et retourne au séminaire académique de Lille pour ses études de théologie ; il y fait la connaissance des professeurs Hector Quilliet (natif de Bois-Bernard dans le Pas-de-Calais) et Jean-Arthur Chollet (né à Avocourt, Meuse), deux futurs évêques qui seront pour lui d’ardents soutiens quelques années plus tard.

### Prêtre et mobilisation
Le 27 mai 1899, il est ordonné prêtre du diocèse de Cambrai. Il occupe le poste de professeur de philosophie à l’institution Saint-Jean de Douai de 1899 à 1905, puis il est nommé supérieur de l’institution Notre-Dame-des-Victoires à Roubaix à la rentrée 1905, peu avant le déclenchement de la séparation des Églises et de l’État.  
En 1910, il devient vice-recteur de l’université catholique de Lille. Il a la charge d’y imposer le serment anti-moderniste, voulu par le pape Pie X. Il est ensuite promu chanoine honoraire (1912). 
Henri-Édouard Dutoit est mobilisé le 3 août 1914 à la première section territoriale des infirmiers militaires, et est affecté au camp retranché de Maubeuge : il tombe avec toute la garnison aux mains de l’ennemi le 7 septembre 1914. Interné dans un camp d’officiers au château de Celles (Basse-Saxe), il est libéré en juillet 1915, et passe à la 42e section des hôpitaux de Limoges. Dès le mois d’août, il s’attache à publier le Bulletin de guerre des facultés catholiques de Lille, servant de liaison entre les professeurs et leurs étudiants dispersés par le conflit. Nommé caporal en avril 1917 puis mis en sursis d’appel au profit de la Catho en octobre, il rejoint Paris pour ouvrir, au 104 de la rue Vaugirard, le siège provisoire des facultés catholiques de Lille, doté d’un bureau de renseignements et de secours. 
En mars 1918, il se rend à Rome : il y rencontre en audience privée le pape Benoît XV et ne revient à Lille qu’en octobre, après la Libération. 
Démobilisé le 12 mars 1919, il retrouve son poste de vice-recteur, avant d’obtenir celui de secrétaire général de la faculté de 1920 à 1925. 
Lorsqu’Achille Liénart devient évêque de Lille le 8 décembre 1928, il appelle à ses côtés Henri-Édouard Dutoit comme vicaire général et archidiacre de Lille-Roubaix-Tourcoing, poste où ce dernier va être le témoin privilégié d’un engagement au profit de l’Action catholique et sociale.

### Première partie de son épiscopat: 1931 - 1939
Le 23 décembre 1930, il est nommé par Pie XI évêque d'Arras, Boulogne et Saint-Omer. Il est consacré le 11 février 1931 par le cardinal Liénart dans l'église Saint-Maurice de Lille et intronisé à Arras le 22 février 1931, à l’église de Saint-Nicolas-en-Cité, qui remplace pour l’occasion la cathédrale dont la reconstruction est toujours en cours. Il succède à Eugène Julien, mort à Arras le 14 mars 1930.
Il est décrit comme affable dans ses visites pastorales mais il rencontre peu les prêtres de son diocèse et, contrairement au cardinal Liénart, pratiquement pas les laïcs des syndicats chrétiens.
Le 13 mai 1934, il assiste à l'inauguration de la cathédrale d'Arras rénovée en présence du maréchal Pétain et il reçoit du ministre de la Guerre, le vainqueur de Verdun, la croix de la Légion d’honneur. 

### Deuxième partie de son épiscopat: 1939 - 1945
Lors de l'attaque des blindés allemands en mai 1940, contrairement à l'évêque de Lille, il décide de fuir son évêché. Il est ramené à Berck, puis Arras.  
Il pratique le « loyalisme » à l'égard de l'autorité civile, et soutient le régime en place.  
Dans la lettre pastorale du Nouvel An (1er janvier 1941), il affirme que « le gouvernement du maréchal Pétain est le gouvernement légitime de la France. Il a reçu l’investiture officielle d’une Assemblée nationale. Il ne s’est pas imposé par la violence. Il émane d’un choix librement consenti. Les circonstances ont désigné le maréchal Pétain et les représentants du pays l’ont élu. Demandons-nous s’il y a un Français qui se sente d’humeur et de taille à donner des leçons de patriotisme au vainqueur de Verdun et au sauveur de l’année chancelante de 1917. C’est un grand bienfait de la Providence que d’avoir porté au pouvoir à l’heure de notre affreux désastre, le seul homme qui pût nous obtenir de la part du vainqueur, la liberté d’entreprendre ce redressement et l’imposer d’autre part au pays avec le maximum de prestige et d’autorité ». La lettre pastorale du 22 décembre 1940, publiée dans La Semaine religieuse du diocèse d’Arras, le 1er janvier 1941, est très mal « reçue ».   
Dutoit conseille aux jeunes, en mars 1943, de se soumettre au STO.   
Le pape Pie XII lui demande de démissionner, ce qu'il accepte le 11 septembre 1945 après la Libération en raison de l'épuration de l'épiscopat souhaitée par le gouvernement de la République. Il devient alors évêque titulaire de Létopolis (de) (le même jour), puis archevêque titulaire de Sébastopolis-en-Abasgie (de) le 23 avril 1949, deux évêchés in partibus infidelium.   
Il fait partie des quatre évêques de France destitués à la fin de la Seconde Guerre mondiale, avec : Florent du Bois de la Villerabel, archevêque d'Aix-en-Provence, François-Louis Auvity, évêque de Mende, et Roger Beaussart, évêque auxiliaire  de Paris.
Il réside à Lille et il lui est interdit de revenir dans son diocèse.  
Son successeur, Victor-Jean Perrin, fut nommé évêque d'Arras le 3 novembre 1945.  

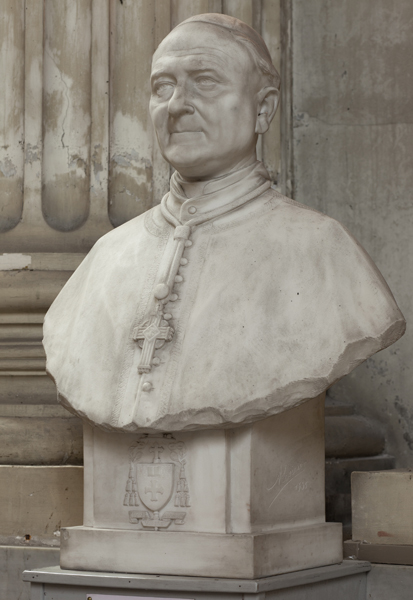
Buste.

Un buste d'Henri-Édouard Dutoit est conservé dans la cathédrale Notre-Dame-et-Saint-Vaast d'Arras.

## Principales publications
- Allocution prononcée le lundi 16 mars 1931 au service anniversaire des funérailles de Sa Grandeur Mgr Julien, évêque d'Arras, Boulogne et Saint-Omer (1931)
- Lettre pastorale de S. E. Mgr Henri-Édouard Dutoit, évêque d'Arras, Boulogne et Saint-Omer, au clergé et aux fidèles de son diocèse sur la vie chrétienne, à l'occasion de son entrée dans sa ville épiscopale (1931)
- Catéchisme du diocèse d'Arras (1936) avec Henri Édouard Dutoit (1873-1953) comme Éditeur scientifique
- Lettre pastorale de S. Exc. Mgr Henri-Édouard Dutoit, évêque d'Arras, Boulogne et Saint-Omer au clergé et aux fidèles de son diocèse à l'occasion du carême 1940 sur la notion chrétienne de la liberté (1940)
- A la mémoire de Monseigneur Paul Hoguet (1943)
- Catéchisme à l'usage des diocèses de France (1943) avec Henri Édouard Dutoit (1873-1953) comme Éditeur scientifique
- Lettre pastorale de... Mgr. Henri-Édouard Dutoit, etc. au clergé et aux fidèles de son diocèse sur le sacrement de baptême, à l'occasion du carême de... 1943 (1943)
- Lettre pastorale de S. E. Mgr Henri-Édouard Dutoit, etc. au clergé et aux fidèles de son diocèse à l'occasion de l'an de grâce 1944 (1944)
- Servante, trois mois au service des paysans de France (1948)